# Stenasellus messanai
Stenasellus messanai is een pissebed uit de familie Stenasellidae. De wetenschappelijke naam van de soort is voor het eerst geldig gepubliceerd in 2000 door Magnez & Stock.